# Ai Kume
Ai Kume, född 1911, död 1976, var en japansk jurist. 
Hon blev 1940 en av landets tre första kvinnliga advokater.